# Веневитинов, Григорий Иванович
Григорий Иванович Веневитинов (1863 — ?) — русский военный  деятель,  генерал-майор.  Герой Русско-японской и Первой мировой войн, участник Гражданской войны в составе ВСЮР.

## Биография
В 1880 году после окончания Воронежского реального училища вступил в службу вольноопределяющимся в Можайский 141-й пехотный полк. В 1882 году после окончания Чугуевского военного училища по II разряду произведён в прапорщики, в 1884 году в подпоручики, в 1888 году в поручики, в 1899 году в штабс-капитаны, в 1902 году в капитаны — командир роты Можайского 141-го пехотного полка.

С 1904 года участник Русско-японской войны в составе Тарусского 287-го пехотного полка. За боевые отличия награждён рядом боевых орденов и произведён в подполковники. Высочайшим приказом от 31 мая 1907 года за храбрость награждён Золотым оружием «За храбрость»:
За отличие и храбрость проявленные в боях под Мукденом и на реке Шахэ

В 1908 году произведён в полковники — командир 4-го Андижанского резервного батальона. С 1910 года начальник хозчасти Одесского 48-го пехотного полка. С 1911 года командир 46-го Днепровского пехотного полка. С 1914 года участник Первой мировой войны во главе своего полка, был ранен. Высочайшим приказом от 7 октября 1914 года за храбрость награждён орденом Святого Георгия 4-й степени: 
За то, что в бою 16-го и 17-го августа 1914 года, начальствуя самостоятельным отрядом, атаковал и взял с боя сильно укрепленную позицию у деревни Ферлиюва, занятую превосходными силами противника, чем способствовал общему успеху
В 1915 году произведён в генерал-майоры — командир бригады 63-й пехотной дивизии, руководил силами Помеховского сектора обороны при защите  Новогеоргиевской крепости. С 7 августа 1915 года в плену, содержался в лагере Бленгорст.
После Октябрьской революции с 1918 года служил Белой армии в ВСЮР — командир Одесского караульного полка войск Новороссийской области.

## Награды
- Орден Святого Станислава 3-й степени  (ВП 01.05.1899)
- Орден Святой Анны 3-й степени с мечами и бантом (ВП 08.02.1903; ВП 10.06.1915)
- Орден Святого Станислава 2-й степени  с мечами (ВП 23.12.1905)
- Орден Святой Анны 2-й степени с мечами (ВП 09.12.1906)
- Золотое оружие «За храбрость» (ВП 31.05.1907)
- Орден Святого Владимира 4-й степени  с  бантом (ВП 22.09.1908)
- Орден Святого Владимира 3-й степени (ВП 21.03.1913; ВП 19.11.1914)
- Орден Святого Георгия 4-й степени (ВП 07.10.1914)